# تيودور ليوبولد
تيودور ليوبولد (بالألمانية: Theodor Leupold) هو دراج ألماني. شارك في دورة الألعاب الأولمبية الصيفية 1896 التي أقيمت في أثينا.تنافس في سباق 333 متر و100 كيلومتر.

## روابط خارجية
- تيودور ليوبولد على موقع اللجنة الأولمبية الدولية (الإنجليزية)
- تيودور ليوبولد على موقع أوليمبيديا (الإنجليزية)